# Gauonarion

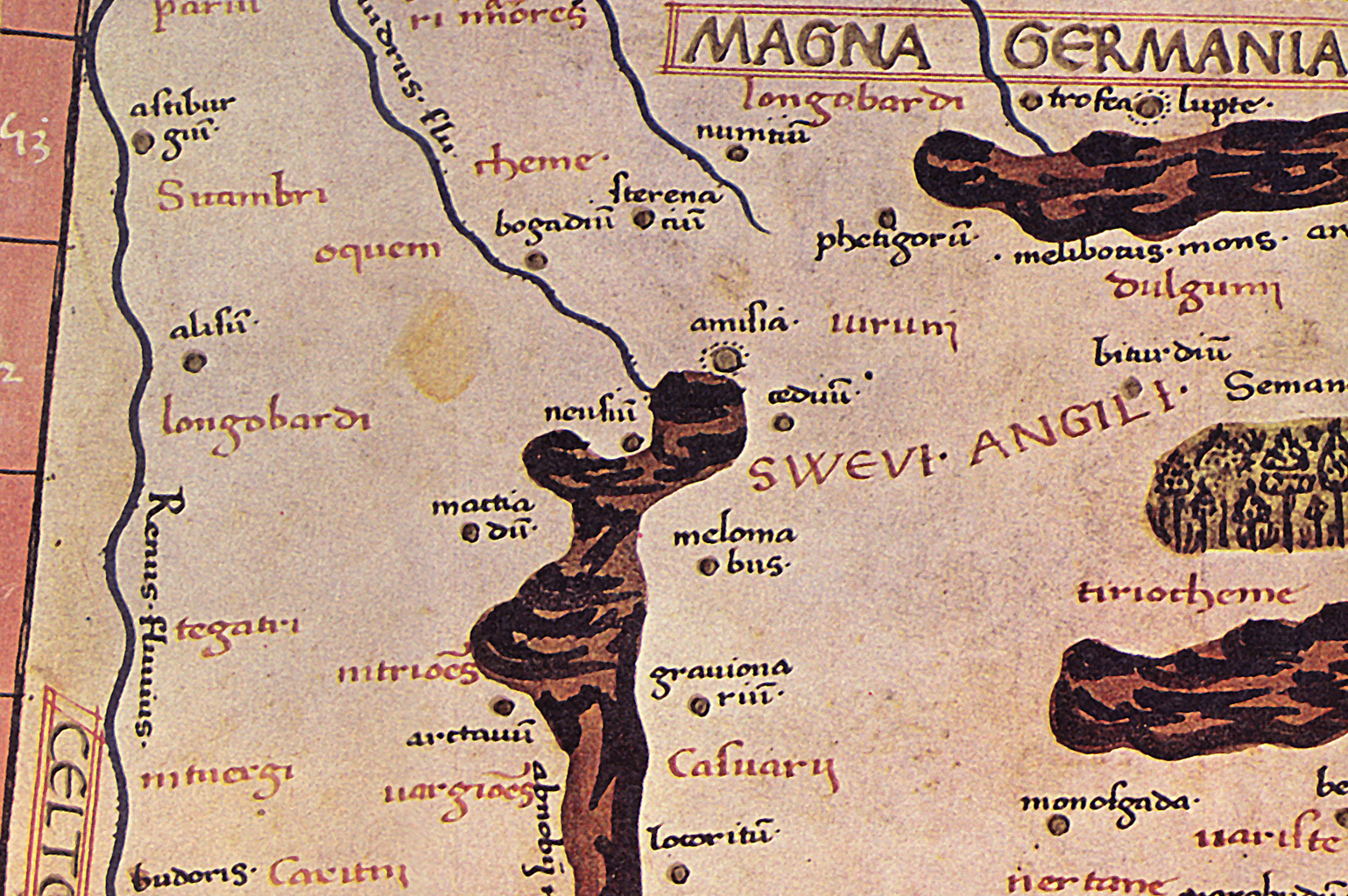
Lage von Gauonarion nach Ptolemaios

Gauonarion (auch Gravionarion; altgriechisch Γαυονάριον oder Γραυιονάριον; lateinisch Gauonarium oder Gravionarium) ist ein Ortsname, der in der Geographia des Claudius Ptolemaios (2, 11, 14) als einer der im Innern Germaniens nördlich liegenden Orte (πόλεις) mit 30° 00' Länge (ptolemäische Längengrade) und 50° 00' Breite angegeben wird. Gauonarion liegt damit nach Ptolemaios nahe den antiken Orten Melokabos und Lokoriton in der Germania magna. Wegen des Alters der Quelle kann ein Alter der Siedlung um ± 150 nach Christus angenommen werden.

## Lokalisation
Bisher konnte der antike Ort nicht sicher lokalisiert werden. In den Jahren 2006 bis 2009 unternahm eine Forschungsgruppe der Technischen Universität Berlin unter Leitung von Dieter Lelgemann den wissenschaftlichen Versuch, die antiken Koordinaten für 94 antike Orte in der Germania magna (das Germanien jenseits des Limes) in das heute gültige Koordinatensystem zu transformieren. Dieses Forschungsteam lokalisiert zurzeit Gauonarion auf dem Gebiet bei Schlüchtern an der Kinzig in Hessen. Das Ergebnis bestätigt die „Gleichsetzung“ von Schlüchtern mit Gauonarion durch Theodor Steche 1937. Zu berücksichtigen ist dabei eine Ungenauigkeit der transformierten Koordinaten von bis zu 15 Kilometern. Da die transformierten Koordinaten ihren Mittelpunkt bei Neuhof-Hattenhof haben, liegt Schlüchtern allerdings nur am Rand des 15-Kilometer-Kreises.

## Etymologie
Sowohl Gavi- als auch Gravi- kann eher aus dem Keltischen als aus dem Germanischen hergeleitet werden. Das Schriftbild αυ kann für au, aw oder ab stehen.